# Червоний ковпак
Червоний ковпак (англ. Red Hood) — прізвисько декількох персонажів зі всесвіту DC Comics, ворогів Бетмена.

## Носії псевдоніма
Швидше за все, під маскою першого Червоного ковпака в різний час ховалися різні кримінальні елементи. Ймовірно, вона носилася по черзі членами банди грабіжників. Більш точні дані, хто був у ній, відомі лише на момент загибелі Ковпака.

### Джокер
Одного разу банда грабіжників, ватажком якої був чоловік у червоному ковпаку, проникла на фабрику Ace Chemical, щоб пограбувати карткову компанію, яка перебувала в тій же будівлі. Незабаром злочинців виявили, і вони зіткнулися з поліцією і Бетменом. Всі бандити, за винятком Червоного Ковпака, загинули в перестрілці з поліцією. Ватажок, побачивши Темного лицаря, від страху перестрибнув через поруччя прямо в чан з хімікатами. Далі його змило по стічних трубах у річку. Злочинець, діставшись берегу, зняв свій ковпак. Виявилося, що плавання в кислоті не залишило його неушкодженим: у віддзеркаленні річки він побачив божевільну клоунську фізіономію. Біла шкіра, волосся їдкого-зеленого кольору і яскраво-червоні губи, розтягнуті в страшній усмішці, — ось що дісталося невдачливому злочинцеві. І з цього моменту його колишня особистість розчинилася в божевіллі. З цього дня в Ґотемі з'явився Джокер.

### Джейсон Тодд
Після "Військових ігор" в Ґотемі з'явився новий злочинець у червоному ковпаку, який з легкістю впорався з загонами Чорної Маски і навіть міг на рівних протистояти Бетмену.
Як пізніше з'ясувалося, ним виявився Джейсон Тодд (Робін), загиблий від рук Джокера багато років тому. Він повернувся до життя завдяки подіям «Нескінченної кризи», але трішки похитнувся розумом. Тодд вважав, що Бетмен не помстився за його загибель, адже Джокер був все ще живий і міг будь-якої миті здійснити втечу, щоб продовжити вбивати людей. Джейсон взяв участь в афері Хаша, а потім дізнався про оригінального Червоного Ковпака і створив собі новий імідж.
Ковпак викрав у Чорної Маски вантаж криптоніту, але на призначену зустріч червоноголовий лиходій надіслав Містера Фріза. Джейсону вдалося впоратися і з Віктором, і з прибулими на місце дії Робіном і Бетменом. Охоронниця Онікс приєдналася до Ковпака в його війні проти Чорної Маски, тому що саме Сіоніс вбив її об'єкт — Орфеуса. Але дівчина прорахувалася з вибором напарника. Лише підоспілий Бетмен врятував їй життя.
Джейсон навідався і до теперішнього Робіна, Тіму Дрейку. Під покровом ночі він легко проник в Башту Титанів і здолав усіх учасників команди. Однак, перемігши Тіма, він просто залишив його, вважаючи, що той гідний бути новим Робіном. 
Ковпак з легкістю викрав Джокера і тримав його в заручниках, змушуючи Бетмена рано чи пізно зустрітися з ним сам на сам. Початок «Нескінченної кризи» сплутав йому карти. Маска заручився підтримкою Суспільства суперзлодіїв, і старим партнерам знову довелося працювати разом, щоб перемогти злочинців. Коли ж настала пора вирішальної сутички між Ковпаком і його колишнім наставником, Джокер підірвав будівлю, в якому відбувалася зустріч.
Рік тому в Нью-Йорку Джейсон з'явився вже під особистістю Найтвинґа і з'ясовував стосунки з Діком Ґрейсоном.

## Поза коміксів

### Мультфільми
- Червоний ковпак (Джейсон Тодд) — головний герой повнометражного мультфільму «Бетмен: Під червоним ковпаком» 2010 року. Перший Червоний ковпак з'являється у спогадах, зазначено, що різні злочинці носили це прізвисько.
- Червоний ковпак з'являється в одному з епізодів мультсеріалу «Бетмен: відважний і сміливий». У даній інтерпретації він є супергероїчним двійником Джокера з паралельного (дзеркального) світу і бореться зі Злочинним синдикатом (аналогом Ліги справедливості).
- Червоний ковпак з'являється в повнометражному мультфільмі «Бетмен-ніндзя» 2018 року. За сюжетом мультфільму, експериментальний пристрій, розроблений Горилою Гроддом, переносить Бетмена, Джокера та інших персонажів із Ґотему до стародавньої Японії.

### Відеоігри
- Червоний Ковпак з'явився в грі Batman: Arkham Origins. Гравцеві доведеться грати за першого Червоного Ковпака, коли Джокер потрапляє у в'язницю Блекгейт[7], де до нього приходить лікар Харлін Квинзель (в майбутньому напарниця і подруга Джокера — Харлі Квінн) і Джокер починає розповідати їй про своє минуле.
- Червоний Ковпак (Джейсон Тодд) є ігровим персонажем у Batman: Arkham Knight, доступ до якого деякий час, можна було одержати, лише зробивши попереднє замовлення на GameStop.
- Червоний Ковпак є ігровим персонажем у Lego Batman 3: Beyond Gotham.
- Є ігровим персонажем в грі "Injustice 2"